# Виробнича ефективність використання біоценозів
Виробнича ефективність використання біоценозів — щорічний дохід від експлуатації біоценозів. За Б. О. Биковим, повинна обчислюватися виходячи із середньорічної продуктивності біоценозів і може вимірюватися нормою їх рентабельності (Нр, у%):
Hp = 100 (B — C) / C,
де В — вартість отриманої продукції, С — її собівартість з урахуванням витрат на підтримку і підвищення продуктивності біоценозу (пасовища, сіножаті, ліси та ін.).